# Моисеевское сельское поселение (Новгородская область)
Моисеевское се́льское поселе́ние — упразднённое муниципальное образование в Марёвском муниципальном районе Новгородской области России.
Административный центр — деревня Моисеево.
Упразднено в марте 2020 года Марёвский район в связи с преобразованием муниципального района в муниципальный округ. Оно соответствует административно-территориальной единице Моисеевское поселение Марёвского района.

## География
Территория поселения расположена на юге Новгородской области, к северу от Марёва. На территории сельского поселения протекают реки: Пола, Марёвка, Озеречня и др.

## История
Моисеевское сельское поселение было образовано законом Новгородской области от 17 января 2005 года № 401-ОЗ, Моисеевское поселение — законом Новгородской области от 11 ноября 2005 года № 559-ОЗ.

## Население
| 2010 | 2012 | 2013 | 2014 | 2015 | 2016 | 2017 |
| ---- | ---- | ---- | ---- | ---- | ---- | ---- |
| 523  | ↘479 | ↘461 | ↘440 | ↗442 | ↘436 | ↘423 |

## Населённые пункты
В состав поселения входят 31 населённый пункт.
| №  | Населённый пункт | Тип населённого пункта | Население |
| -- | ---------------- | ---------------------- | --------- |
| 1  | Большие Жабны    | деревня                | ↗16       |
| 2  | Борисово         | деревня                | ↘9        |
| 3  | Брод             | деревня                | ↘15       |
| 4  | Власово          | деревня                | ↘3        |
| 5  | Выдомирь-1       | деревня                | →0        |
| 6  | Выдомирь-2       | деревня                | →2        |
| 7  | Вышитино         | деревня                | →0        |
| 8  | Галичено         | деревня                | →0        |
| 9  | Горяево          | деревня                | →3        |
| 10 | Долматово        | деревня                | →0        |
| 11 | Дуброво          | деревня                | →0        |
| 12 | Задорье          | деревня                | →0        |
| 13 | Измайлово        | деревня                | ↘0        |
| 14 | Казаровщина      | деревня                | ↘6        |
| 15 | Красная Нива     | деревня                | →0        |
| 16 | Красный Бор      | деревня                | →1        |
| 17 | Лёшкино          | деревня                | →2        |
| 18 | Моисеево         | деревня                | ↘328      |
| 19 | Нагривье         | деревня                | →1        |
| 20 | Намошье          | деревня                | →0        |
| 21 | Новая Деревня    | деревня                | →38       |
| 22 | Одоево           | деревня                | ↘8        |
| 23 | Окороки          | деревня                | →1        |
| 24 | Раздольное       | деревня                | ↘8        |
| 25 | Родивановщина    | деревня                | →0        |
| 26 | Тростянка        | деревня                | ↘1        |
| 27 | Туковичи         | деревня                | ↗4        |
| 28 | Усть-Марёво      | деревня                | ↗2        |
| 29 | Черенки          | деревня                | →1        |
| 30 | Шики             | деревня                | ↘21       |
| 31 | Шипулино         | деревня                | →1        |